# NGC 938
NGC 938 (другие обозначения — UGC 1947, MCG 3-7-17, ZWG 462.17, PGC 9423) — эллиптическая галактика (E) в созвездии Овен.
Этот объект входит в число перечисленных в оригинальной редакции «Нового общего каталога».
В NGC 938 находится кандидат в сверхновые PSN J02283286+2017077.
В галактике вспыхнула сверхновая SN 2015ab типа Ia, её пиковая видимая звездная величина составила 17,3.
Галактика NGC 938 входит в состав группы галактик NGC 976. Помимо NGC 938 в группу также входят ещё 10 галактик.